# Élodie Navarre

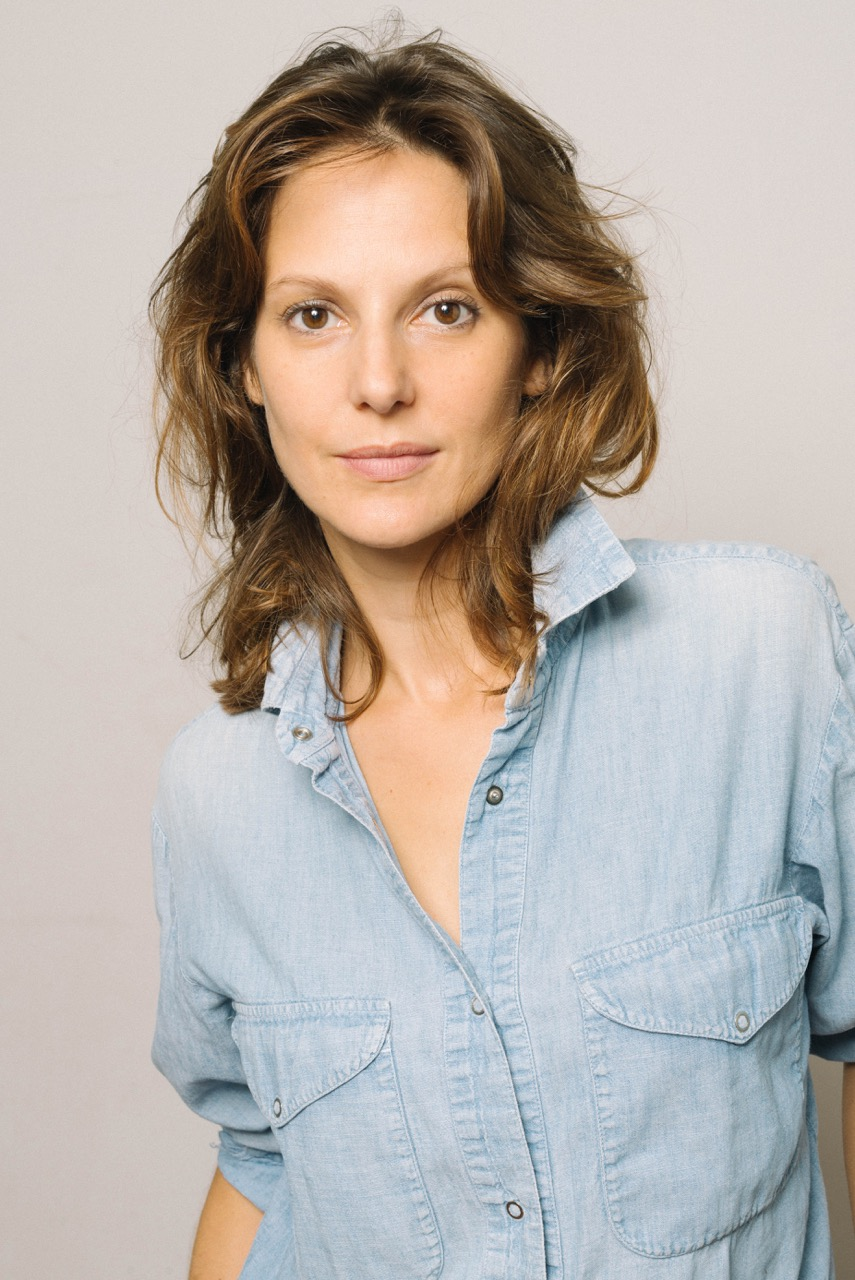
Élodie Navarre (2018)

Élodie Navarre (* 21. Januar 1979 in Paris, Frankreich) ist eine französische Schauspielerin.

## Leben
Élodie Navarre wurde 1995 im Alter von 16 Jahren für die Rolle der Clara in Joël Santonis Fernsehliebesdrama Clara et son juge gecastet. Mit dem Spiel der titelgebenden Hauptrolle debütierte sie an der Seite von Jean Rochefort in einem Spielfilm. Der Film selbst wurde erst 1997 ausgestrahlt. Im selben Jahr war sie in Jean-Jacques Goldmans Musikvideo On ira zu sehen. Anschließend konnte sie, ohne selbst ein Schauspielstudium begonnen zu haben, sich als Theater-, Fernseh- und Filmschauspielerin etablieren. So war sie unter anderem in Wahnsinnig verliebt, Liebe mich, wenn du dich traust (2002), Das Imperium der Wölfe (2005) und Dialog mit meinem Gärtner (2007) zu sehen.
2010 wurde sie mit dem Suzanne-Bianchetti-Preis der französischen Société des auteurs et compositeurs dramatiques (SACD-Preis) ausgezeichnet, der seit 1937 jedes Jahr an die vielversprechendste junge Schauspielerin verliehen wird. 2013 gewann sie beim Internationalen Festival der jungen Regisseure von Saint-Jean-de-Luz für ihren Kurzfilm Ce sera tout pour aujourd’hui den Publikumspreis. Für ihre schauspielerische Leistung in Le Fils von Florian Zeller unter der Regie von Ladislas Chollat am wurde sie 2018 für den Molière Theaterpreis Beste Nebendarstellerin nominiert.

## Filmografie (Auswahl)
- 1996: Love, etc.
- 1997: Clara et son juge
- 1997: Der Polizist von Tanger (Tangier Cop)
- 1997: Sommergewitter (Le garçon d’orage)
- 1999: L'occasionnelle
- 1999: La route à l'envers
- 1999: Mes amis
- 2000: Spuren von Blut (Scènes de crimes)
- 2000: Louis Page – Les gens du voyage (Fernsehserie)
- 2001: Die Eroberung der besseren Kreise (L’apprentissage de la ville)
- 2001: Fatou la Malienne
- 2002: Wahnsinnig verliebt (À la folie … pas du tout!)
- 2003: Fruits mûrs
- 2003: Un amour en kit
- 2003: Liebe mich, wenn du dich traust (Jeux d’enfants)
- 2003: Pay Off – Die Abrechnung (Gomez & Tavarès)
- 2004: Grande Ecole – Sex ist eine Welt für sich (Grande école)
- 2004: Pierre et Jean
- 2004: L’insaisissable
- 2005: Le souffleur
- 2005: Les femmes d'abord
- 2005: Avant qu’il ne soit trop tard
- 2005: Das Imperium der Wölfe (L’empire des loups)
- 2006: L'école pour tous
- 2006: Die Glücksritter vom Roten Meer (Lettres de la mer rouge)
- 2006: Sable noir – La villa du crépuscule (Fernsehserie)
- 2007: Dance with Him
- 2007: Jean de La Fontaine – Le défi
- 2007: Dialog mit meinem Gärtner (Dialogue avec mon jardinier)
- 2007: Reporters (Fernsehserie, 4 Episoden)
- 2008: Love Is Dead
- 2008: Drôle de Noël!
- 2009: Lehrjahre der Macht (L’école du pouvoir)
- 2009: No pasaran
- 2009: Staatsfeinde – Mord auf höchster Ebene (Une affaire d’état)
- 2010: Les châtaigniers du désert (Fernsehserie, 2 Folgen)
- 2011: Die Kunst zu lieben (L’art d’aimer)
- 2011: Ein Musketier für alle Fälle (Les aventures de Philibert, capitaine puceau)
- 2013: Shanghai, wir kommen! (Shanghaï Blues, nouveau monde)
- 2013: Opium
- 2013: Ce sera tout pour aujourd'hui (Kurzfilm, Buch und Regie)
- 2014: T’étais où quand Michael Jackson est mort?
- 2015–2017: Büro der Legenden (Le Bureau des Légendes, Fernsehserie, 6 Episoden)
- 2016: Paris kann warten (Bonjour Anne, Stimme)
- 2016: Agatha Christie: Mörderische Spiele – Das fahle Pferd (Les petits meurtres d’Agatha Christie, Fernsehserie)
- 2017: Agatha Christie: Mörderische Spiele – Mord im Spiegel (Les petits meurtres d’Agatha Christie, Fernsehserie)
- 2017: Mystery at the Place Vendôme (Mystère Place Vendôme)
- 2017: La Mante (Fernsehserie, 6 Episoden)
- 2018: Meurtres à... – Meurtres en Cornouaille (Fernsehserie)
- 2018–2019: Kepler(s) (Fernsehserie, 6 Episoden)
- 2019: French Touch: Mixed Feelings
- 2019: ConneXion intime
- 2021: Comme un coup de tonnerre
- 2021: Service Volé
- 2023: Visions – Tödliches Verlangen (Visions)